# Redlining

Mapa Filadelfie z roku 1937, která klasifikuje různé čtvrti podle odhadované rizikovosti hypotečních úvěrů.

Redlining (anglicky „vymezování červenou čárou“) je praktika existující ve Spojených státech v souvislosti s rasovou a etnickou diskriminací. Jedná se o systematické odpírání různých služeb federálními vládními agenturami, místními vládami i soukromým sektorem buď přímo, nebo prostřednictvím selektivního zvyšování cen. Sousedství s vysokým podílem menšinových obyvatel mají vyšší pravděpodobnost, že budou redliningu čelit než jiné sousedství s podobnými příjmy domácnosti, věkem a typem bydlení a dalšími určujícími faktory rizika, ale s odlišným rasovým složením. Zatímco nejznámější příklady redliningu zahrnovaly odmítnutí finančních služeb, jako je bankovnictví nebo pojištění, rezidentům byl znemožněn také přístup k dalším základním službám, jako je zdravotní péče nebo dokonce supermarkety. V případě maloobchodních podniků, jako jsou supermarkety, má záměrné umisťování obchodů neprakticky daleko od konkrétních skupin obyvatel za následek praktický redliningový efekt. K obrácenému redliningu dochází, když se věřitel nebo pojistitel zaměřuje zejména na menšinové spotřebitele v oblasti, která není vystavena redliningu, přičemž jeho cílem není odepření možnosti získat půjčku nebo pojištění, ale naopak naúčtovat více, než by bylo účtováno obdobně umístěnému bílému spotřebiteli.
V šedesátých letech vytvořil sociolog John McKnight termín „redlining“, který popisuje diskriminační praktiky vymezování oblastí založené na demografii komunity, kde se banky vyhýbaly investicím. Během vrcholné éry redlining byly nejčastěji diskriminovanými oblastmi černé čtvrti v centrálních částech měst. Například v Atlantě v 80. letech investigativní reportér Bill Dedman v sérii investigativních článků oceněných Pulitzerovou cenou ukázal, že banky by často půjčovaly bílým rodinám s nižšími příjmy, ale nikoli černým rodinám se středním nebo i vyšším příjmem. Používání blacklistů je podobný mechanismus využívaný k evidenci skupin, oblastí a lidí, o nichž se diskriminující strana domnívá, že by jim mělo být odepřena možnost podnikání, pomoc nebo jiné typy transakcí.